# Anthony Snodgrass
Anthony Snodgrass (ur. 1934) – brytyjski archeolog klasyczny. Specjalizuje się w archeologii starożytnej Grecji.
Kształcił się w Worcester College w Oksfordzie, gdzie w 1959 r. uzyskał bakalaureat. W 1963 r. uzyskał stopień D. Phil.

## Publikacje
- Early Greek Armour and Weapons, Aldine (Hawthorne, NY), 1964.
- Arms and Armour of the Greeks, Cornell University Press (Ithaca, NY), 1967, reprint., Johns Hopkins University Press (Baltimore, MD), 1999.
- The Dark Age of Greece: An Archaeological Survey, Edinburgh University Press (Edinburgh, Scotland), 1971, Columbia University Press (New York, NY), 1972, Routledge (New York, NY), 2001.
- Archaeology and the Rise of the Greek State, Cambridge University Press (New York, NY), 1977.
- Archaic Greece: The Age of Experiment, Dent (London, England), 1980, Columbia University Press (New York, NY), 1981.
- An Archaeology of Greece: The Present State and Future Scope of a Discipline, University of California Press (Berkeley, CA), 1987.
- Homer and the Artists: Text and Picture in Early Greek Art, Cambridge University Press (New York, NY), 1998.
- Archaeology and the Emergence of Greece, Cornell University Press (New York, NY), 2006.